# Културно наследство
Културно наследство (също и културно-историческо наследство) е културологичен и правен термин, обозначаващ съвкупността от културни ценности на дадена общност.